# Gripopteryx juetah
Gripopteryx juetah is een steenvlieg uit de familie Gripopterygidae. De wetenschappelijke naam van de soort is voor het eerst geldig gepubliceerd in 1990 door Froehlich.